# Bukowo, Hạt Koszalin
Bukowo [buˈkɔvɔ] (tiếng Đức: Buckow)  là một ngôi làng thuộc khu hành chính của Gmina Polanów, thuộc quận Koszalin, West Pomeranian Voivodeship, ở phía tây bắc Ba Lan. Nó nằm khoảng 10 kilômét (6 mi)  phía tây bắc Polanów, 28 km (17 mi) phía đông Koszalin và 157 km (98 mi) về phía đông bắc của thủ đô khu vực Szczecin.
Ngôi làng có dân số 320 người.